# Torremocha
Torremocha és un municipi de la província de Càceres, a la comunitat autònoma d'Extremadura (Espanya).

## Geografia física

### Hidrografia
Els corrents d'aigua més excel·lents són alguns rierons que desemboquen al riu Tamuja i en el riu Salor, principal col·lector.

### Orografia
El relleu al terme municipal de Torremocha és pràcticament pla, amb lleugeres ondulacions pel encaixament de la xarxa fluvial sobre un substrat  pissarrós característic d'àrees de peneplà del sud de la província de Càceres.

## Demografia
| 2001 | 2002 | 2003 | 2004 | 2005 | 2006 |
| ---- | ---- | ---- | ---- | ---- | ---- |
| 1265 | 1227 | 1152 | 1141 | 1118 | 1096 |